# Бриллианты. Воровство
«Бриллианты. Воровство» (также известен под названием «Бриллианты. Похищение») — короткометражный чёрно-белый фильм Рустама Хамдамова. Впервые был показан на Венецианском кинофестивале 9 сентября 2010 года.
Ожидалось, что фильм станет первой частью трилогии «Драгоценности», в которую войдут также новеллы «Изумруды. Убийство» и «Без цены». Впоследствии второй фильм упоминался также под названием «Яхонты. Убийство», а в 2017 году был выпущен под названием «Мешок без дна».

## История
Съёмки картины начались в апреле 2010 года в Петербурге. Некоторые сцены были сняты, в частности, в заброшенном дворце на Кожевенной улице, а также возле Мухинского училища.
Балетные сцены были полностью поставлены и сняты в Михайловском театре. Сцену «Тени» из «Баядерки» подготовил балетмейстер-репетитор, народный артист СССР Никита Долгушин. В съёмках был занят женский кордебалет Михайловского театра.
Изначально планировалось назвать фильм «Похищение чужого», однако от этого названия решено было отказаться, в частности в связи со сложностью перевода на другие языки.
9 сентября 2010 года фильм был показан (под названием «Бриллианты») на 67-м Венецианском кинофестивале в рамках программы «Горизонты». В сентябре того же года фильм демонстрировался на фестивале кино стран СНГ, Латвии, Литвы и Эстонии «Киношок». В конце декабря 2010 года в московской галерее на Солянке открылась выставка, посвящённая фильму, на которой демонстрировался фильм о процессе съёмок, снятый Николаем Хомерики.
15 июля 2011 года в Михайловском театре состоялся премьерный показ фильма в рамках программы «Петербургская эйфория» Санкт-Петербургского Международного Кинофорума. Там же состоялась художественная выставка Рустама Хамдамова, на которой были собраны эскизы к фильму и серия фотографий со съёмочной площадки.

## Сюжет
Действие происходит в Ленинграде в 1920-е годы. Девушка рассматривает витрину ювелирного магазина, затем заходит внутрь. Она просит показать ей брошь с бриллиантами. Незаметно она достаёт из кармана маленькие ножницы и режет нить на бусах у женщины, также стоящей возле прилавка. Жемчужины рассыпаются, женщина и два продавца начинают собирать их. Девушка берёт брошь с бриллиантами и уходит из магазина.
Воровка стоит у стены, на которой висит большая афиша фильма «Метрополис». Появляется чёрный воздушный шарик, который начинает преследовать героиню. Она идёт по городу, шарик за ней. Девушка заходит в заброшенный дом с красивыми интерьерами, шарик летит туда же. На улице девушка встречает группу беспризорных детей. Они пытаются помочь ей поймать или проколоть шарик, но им это не удаётся. Девушка даёт детям монетки. Потом она садится на набережной, шарик возле неё.
В комнате с белым интерьером за столом сидит женщина в белом. У неё на голове бумажный конус на резинке, сделанный из газеты «Известия», который она передвигает то на лоб (как рог), то на нос. Женщина кормит кашей свою маленькую дочку, но та отказывается есть, плачет и кричит «Мама!». Потом женщина кормит с той же тарелки большую белую собаку. Время от времени, надвигая бумажный «нос», женщина суёт его в электрическое устройство с лампочками, напоминающее большой радиоприёмник. В это время показывают сцену оперного театра, на которой балерины кордебалета танцуют сцену «Тени» из «Баядерки». Среди балерин — девушка-воровка, которая держит у шеи украденную брошь в виде стрелки. В танце она передаёт брошь другой балерине. В белой комнате собака тащит на себя скатерь, на которой лежит женщина в белом. Та падает на пол.

## В ролях
- Диана Вишнёва — балерина-воровка
- Рената Литвинова — женщина с большим носом
- Дмитрий Муляр — продавец в ювелирном магазине
- Вячеслав Манучаров — продавец в ювелирном магазине
- Мария Сластнёнкова — покупательница в ювелирном магазине

## Съёмочная группа
- Режиссёры: Рустам Хамдамов
- Сценарист: Рустам Хамдамов
- Оператор: Сергей Мокрицкий
- Композитор: Давид Голощёкин
- Художники: Дмитрий Алексеев, Наталья Кочергина

## Отзывы
Сам режиссёр высказался о фильме так: «Это фильм о доброте. Потом будут говорить бог знает что. Как там у Шекспира: „Роза пахнет розой, хоть розой назови её, хоть нет“. Так что это фильм о любви и сердечности».
По мнению Александры Тучинской («Искусство кино»), «оператор Сергей Мокрицкий тонко передает изысканную светорисующую графику чёрно-белого кино, двухслойные планы… Это даже не стилизация, а разрабатываемый опыт поколений, выпавший из сегодняшней торопливо-приблизительной технологии съёмки. Весь фильм — дань этому опыту младенчества и юности кинематографа». Она также отмечает, что сцена кормления ребёнка героиней Ренаты Литвиновой — это «пародийно-апокрифическая интерпретация одного из первых сюжетов киносъемки братьев Люмьер, вошедшего в анналы истории: „Кормление ребёнка“».
Балетный критик Юлия Яковлева указывает на множество связей фильма с балетом: так, само название «Бриллианты» — это также название балета Джорджа Баланчина на музыку Петра Чайковского, третья часть триптиха «Драгоценности»; образ Вишнёвой во многом напоминает Ольгу Спесивцеву — «петроградская примадонна голодных, обшарпанных, опасных 1920-х, из которых Баланчин удрал в Европу»; в целом фильм можно считать «нашим ответом» шведскому хореографу Матсу Эку, поставившему множество фильмов-балетов.
Лидия Маслова («Коммерсантъ») назвала фильм «очень манерным и пропитанным символизмом», в котором «возможность несрежиссированных, естественных жизненных проявлений сведена к нулю, и все участники зрелища жёстко скованы формальной авторской сверхзадачей. А заключается она в том, чтобы с предельным эстетством донести до зрителя мысль, что настоящее искусство безлично и бескорыстно».